# راه‌آهن تارتو-والگا
راه‌آهن تارتو-والگا یک خط راه‌آهن در کشور استونی است که از شهر تارتو شروع و در شهر والگا به پایان میرسد.
این خط که در سال ۱۸۸۷ تاسیس شده دارای ۱۳ ایستگاه و ۸۲.۵ کیلومتر طول است.

## نگارخانه

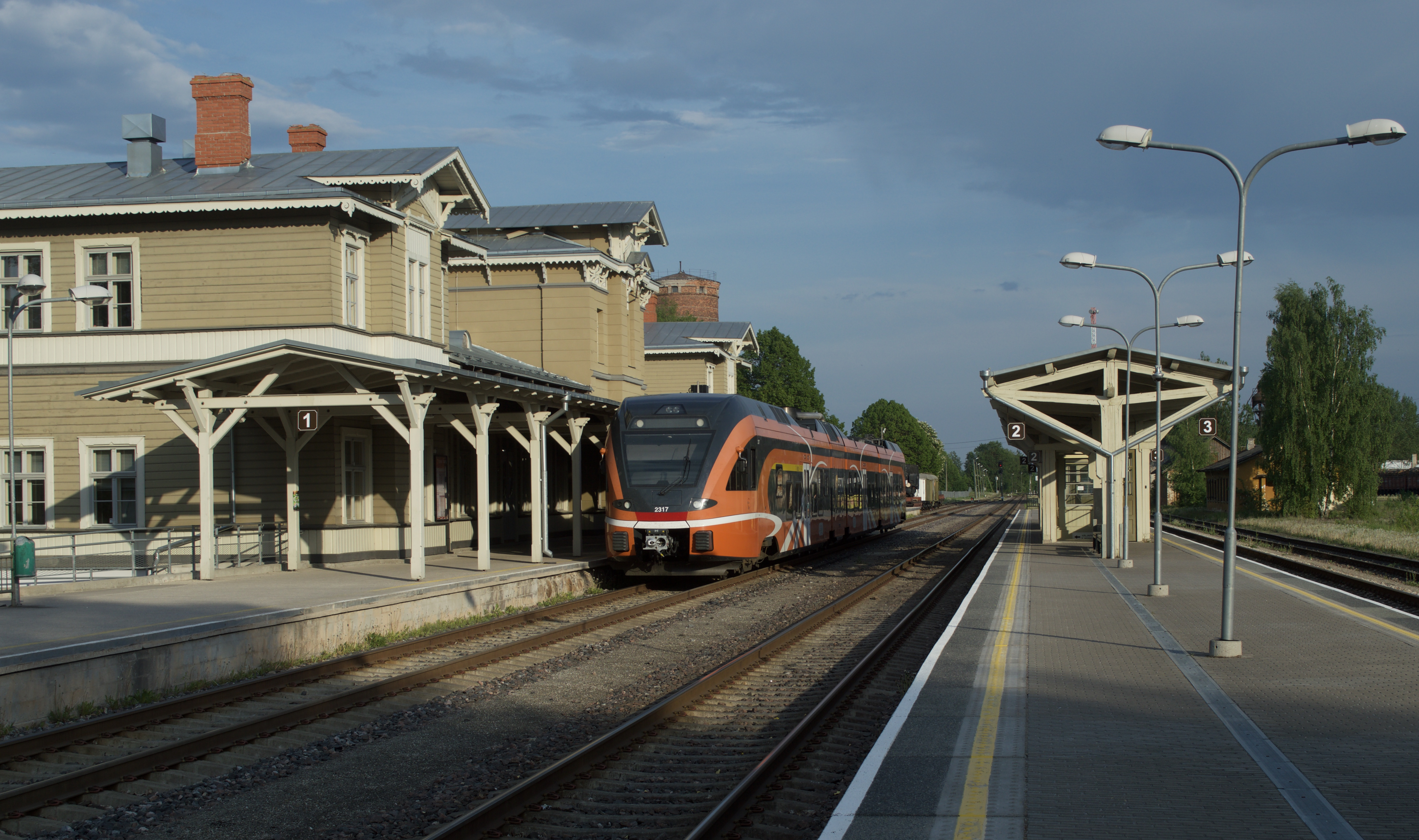
ایستگاه راه‌آهن تارتو
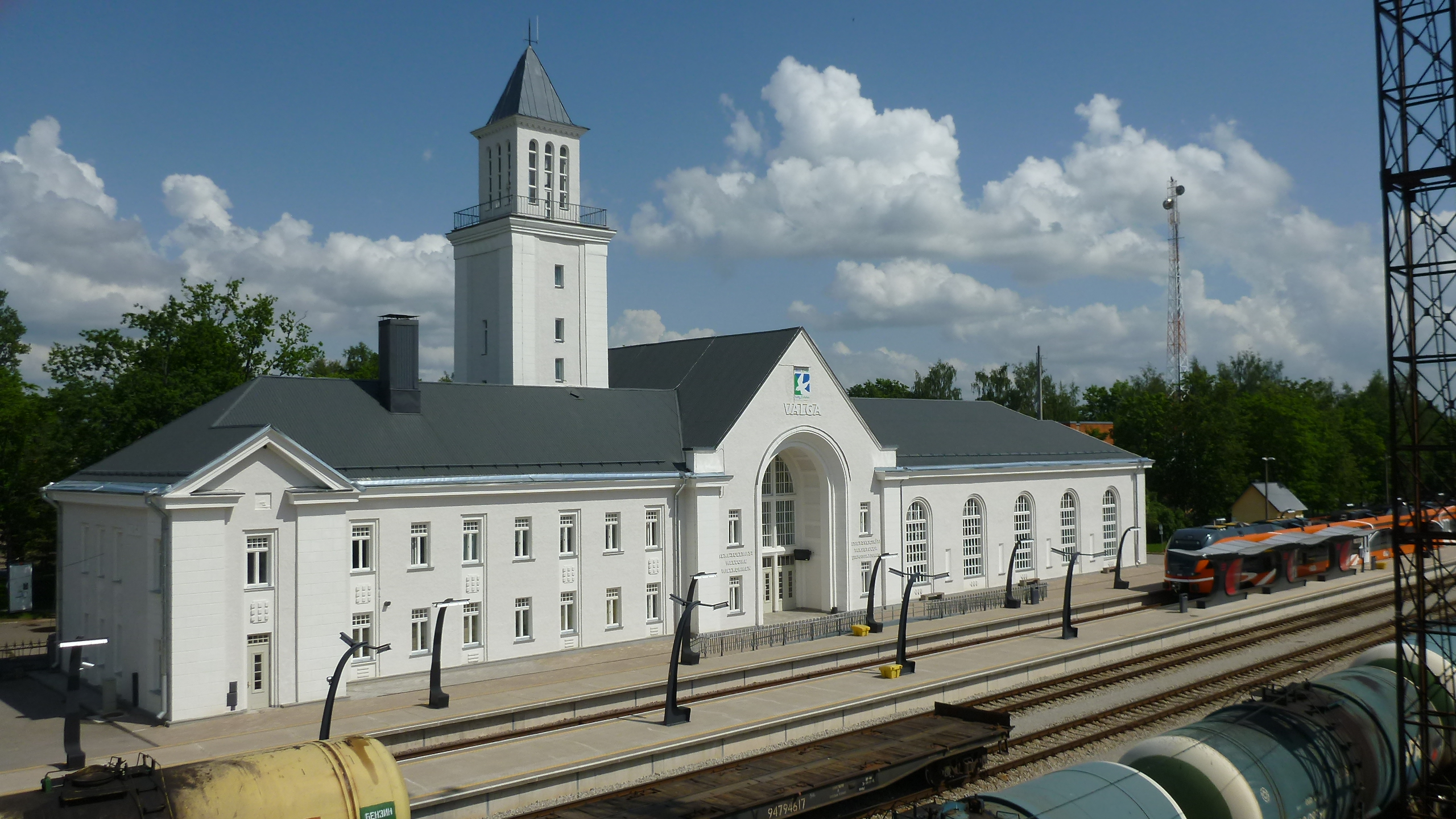
ایستگاه راه‌آهن والگا
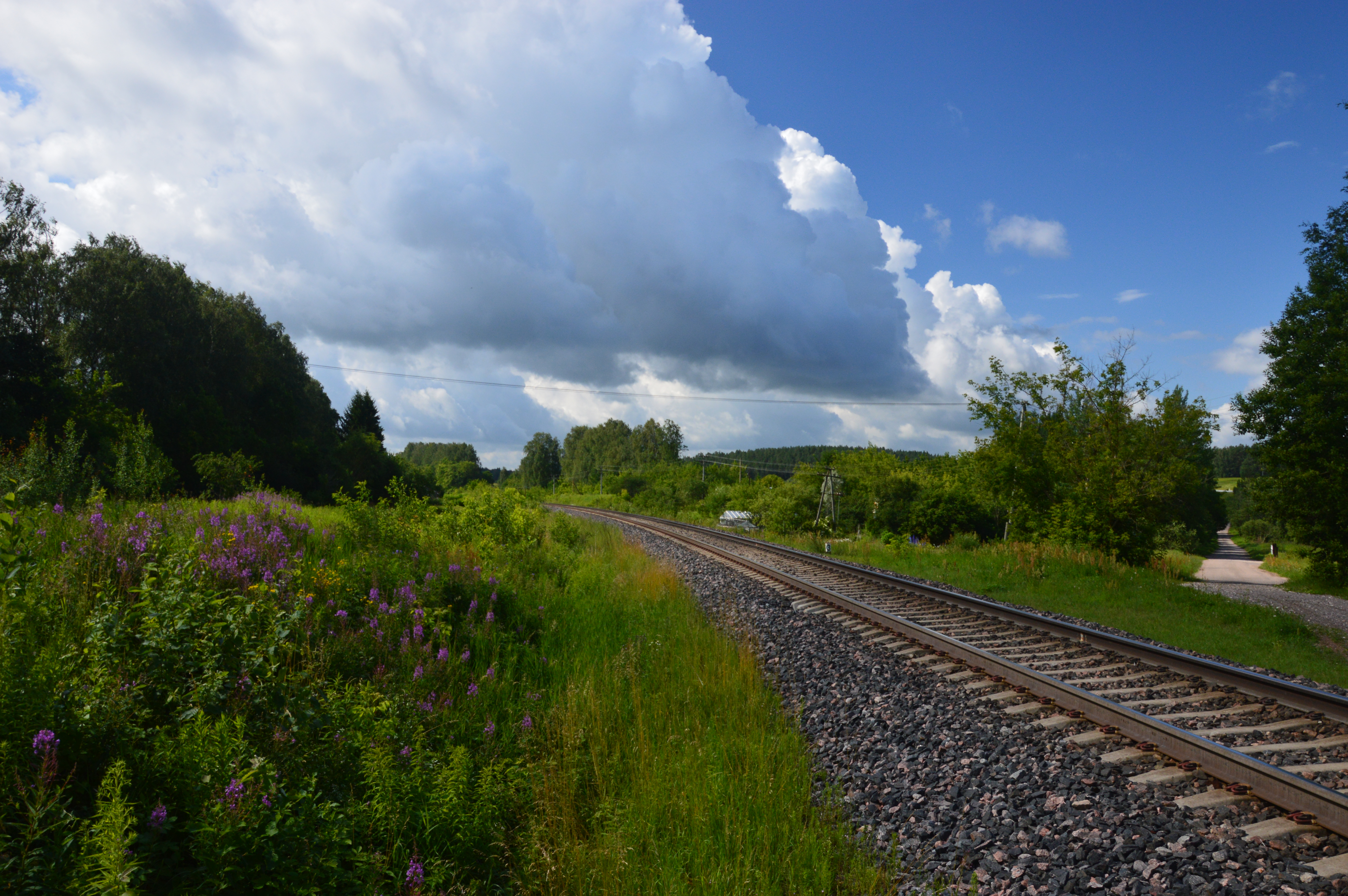
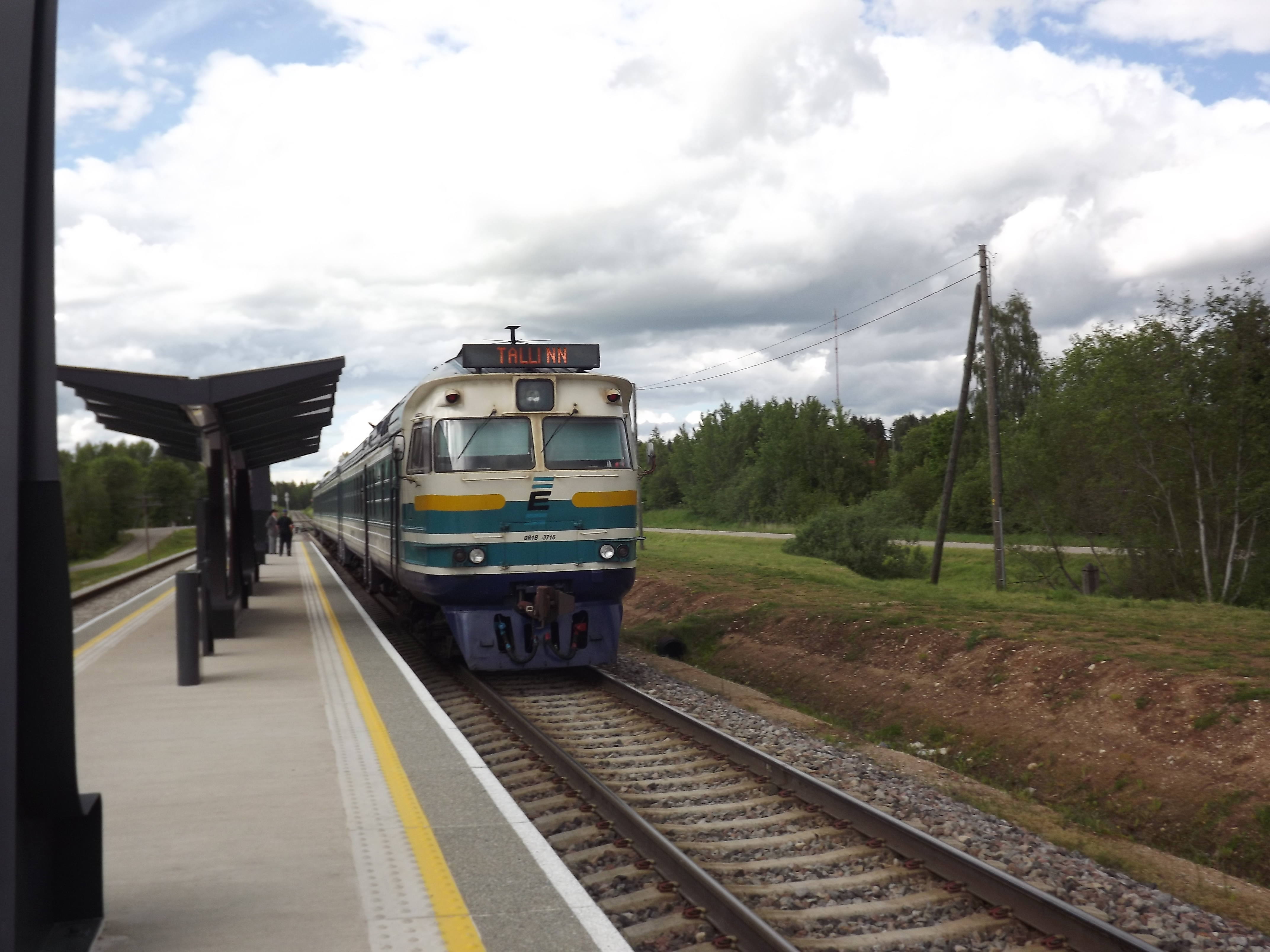